# Mateus Rocha (religioso)
Mateus Rocha (José Rocha, de batismo) (Dom Silvério, 26 de agosto de 1923 — Goiânia, 23 de janeiro de 1985) foi um teólogo, religioso e professor brasileiro
Formado em teologia pelo Saint Maximin da França, foi convidado por Darcy Ribeiro para fundar o Instituto de Teologia da Universidade de Brasília.
Lecionou na universidade de 1962 a 1964, exercendo o cargo de reitor pro-tempore entre 19 de setembro de 1962 e 24 de janeiro de 1963.